# Aban (cràter marcià)
Aban és un cràter d'impacte del planeta Mart situat amb el sistema de coordenades planetocèntriques a 15.94 ° latitud N i 111.14 ° longitud E. L'impacte va causar un obertura de 4,28 quilòmetres de diàmetre a la superfície del quadrangle Amenthes del planeta. El nom va ser aprovat l'any 1988 per la Unió Astronòmica Internacional en honor de la localitat russa d'Aban.